# John Vanderlyn

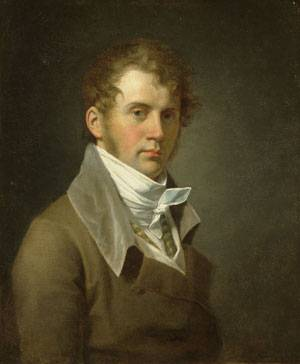
John Vanderlyn, självporträtt.

John Vanderlyn, född den 18 oktober 1775 i Kingston i New York, död där den 23 september 1852, var en amerikansk nyklassicistisk konstnär.
Vanderlyn [studerade i Paris från 1796 och i Rom från 1805 samt återvände 1815 till Amerika. Bland hans målningar från studietiden märks Marius på Kartagos ruiner och Den övergivna Ariadne. År 1842 beställde kongressen en framställning av Columbus landstiger i Amerika för Kapitolium i Washington, D.C.. Vanderlyn målade även porträtt av Washington och andra statsmän.